# Nordische Sammlungen

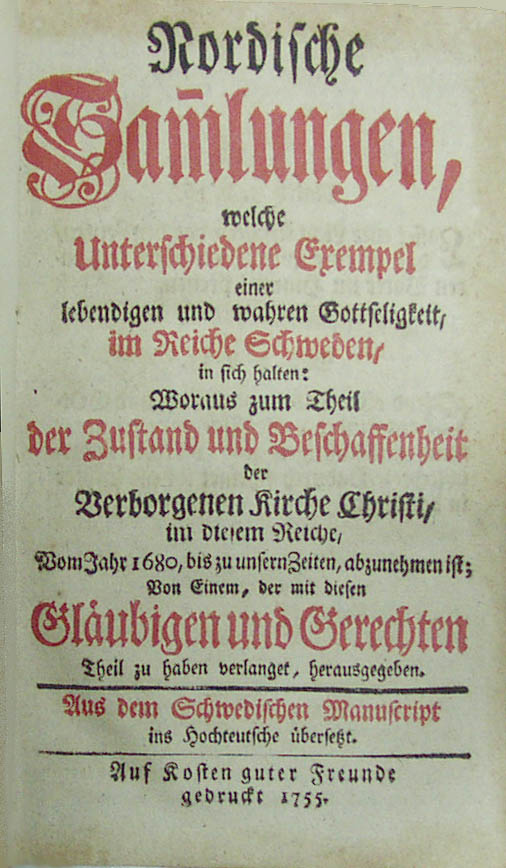
Titelbladet från "Nordische Sammlungen".

Nordische Sammlungen är ett pietistiskt bokverk utgivet av den i Altona landsflyktige svenske friförsamlingsledaren Lars Segerholm.
Samlingsverket, som först utgavs på svenska 1749 av pietisten Johan Forssel, och sedan översattes till tyska och utgavs 1755 (band 1) och 1761 (band 2), innehåller levnadsteckningar och dokument om och av några nordiska profet- och martyrgestalter, som ställdes inför rätta för sin tros skull.
Det svenska originalet är såvitt känt inte bevarat, vilket kan bero på att böckerna kan ha förbjudits i Sverige och blivit insamlade och förstörda.

## Böckernas innehåll
ERSTER BAND.

Die erste Nordische Sammlung:
I. Laurentii Ulstadii merkwürdiger Lebenslauf
II. Peter Hinrichson Schäfers Schrift an das Aboischee Consistorium
III. Olai Ulhegii Memorial an das Königl. Hof-Gericht zu Abo.

Die andere Nordische Sammlung:
I. Magni Sternells Klage wider den Pastor Boetium.
II. Mag. Jacobi Boetii Verantwortung vorhergehender Klage halben.
III. Sternells nochmalige Klage wider den Mag. Boetium.
IV. Past. Boetii fernere Verantwortung.
V. Summarischer Bericht in obiger Sache, sammt der Einwendung Boetii.
VI. Das Urtheil des Hof-Gerichts über den Pastor Boetium.
VII. Boetii Erkl. gegen das Urtheil.
VIII. Jacobi Boetii Brief an König Carl den Zwölften.
X. Kurzgefasste Lebens-Historie Mag. Boetii, sammt einem Anhang dreyer Auszüge.

Der dritte Nordische Sammlung:
I. Assessor Georg Lübeckers Bericht und Glaubens-Bekenntnitz.
II. Auszug Pietistischer Acten.
III. P. H. Schäfers Ermahnungs-Schreiben an Esther Jens-Tochter; Sammt desselben Urtheil über sel. Gottfr. Arnolds Schriften.
IV. Secretaire Nils Langs und Kaufmann Michael Grubbs Bittschrift an den König.
V. Königl. Majest. Endschluss, das angegebene Unwesen zu Uhmo betreffend.
VI. Probsten Nils Grubbs erbauliche Predigt.
VII. Königl. Majest. Endschluss, in Ansehung der zu Sikla gehaltenen Zusammenkünfte.
VIII. Frau Metta Widmanns kurzbeschriebenes Leben.

ZWEYTER BAND.

Der Vierte Nordische Sammlung:
I-V. Eric Tolstadius

## Kända personer
Flera av personerna i bokverket är kända namn ur den svenska pietismens historia:
Lars Ulstadius, Peter Schaefer, Jakob Boëthius, Georg Lybecker, Nils Grubb, Erik Tolstadius.

## Översättningar till svenska
Delen om Tolstadius levnadshistoria i andra bandet har översatts till svenska och utgivits i något förkortad form 1770, med nya upplagor 1785, 1824 och 1841.
Ett annat utdrag ur boken, från första bandet, "Probsten Nils Grubbs erbauliche Predigt", utgavs med titeln "Predikan öfwer evangelium på Böne-Söndagen hållen uti Hans Excellenses grefwe Arwid Horn hof i Sthm 1723" i Stockholm 1765, och omtrycktes i Kalmar 1799.